# Historie parního stroje

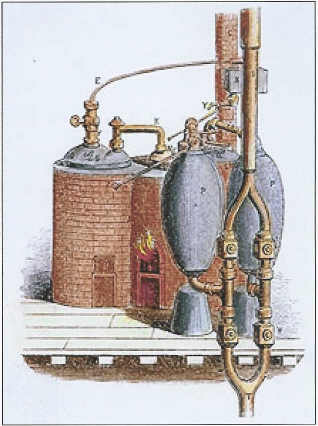
Saveryho parní čerpadlo z roku 1698 – první komerčně úspěšné zařízení poháněné párou, které sestrojil Thomas Savery

Historie parního stroje sahá do starověku – prvním zaznamenaným základním parním strojem byla eolipila, kterou popsal Hérón Alexandrijský v 1. století v Egyptě. Později bylo navrženo několik zařízení poháněných párou, například Taqi al-Dinův parní zvedák, parní turbína v osmanském Egyptě v 16. století a parní čerpadlo Thomase Saveryho v Anglii v 17. století. V roce 1712 se atmosférický motor Thomase Newcomena stal prvním komerčně úspěšným motorem využívajícím princip pístu a válce, který byl základním typem parního stroje používaným až do počátku 20. století. Parní stroj se používal k čerpání vody z uhelných dolů.
Během průmyslové revoluce začaly parní stroje nahrazovat vodní a větrné zdroje energie a nakonec se koncem 19. století staly dominantním zdrojem, kterým zůstaly až do prvních desetiletí 20. století, kdy účinnější parní turbína a spalovací motor vedly k rychlému nahrazení parních strojů. Parní turbína se stala nejběžnějším způsobem pohonu generátorů elektrické energie. V současné době probíhá výzkum praktických možností oživení pístového parního stroje jako základu nové vlny pokročilé parní technologie.[zdroj?]

## Předchůdci

### První využití parní energie
Nejstarší známý rudimentární parní stroj byla reakční parní turbína bez lopatek, tzv. eolipila, popsaná matematikem a fyzikem Hérónem z Alexandrie v 1. století v římském Egyptě, jak je zaznamenáno v jeho rukopise Spiritalia seu Pneumatica. Pára vytlačovaná tangenciálně z trysek způsobovala otáčení koule, v níž byla ohřívána voda. Točivý moment je vytvářen proudy páry vystupujícími z turbíny. Tepelná účinnost takového zařízení byla nízká, ale přeměna tlaku páry na mechanický pohyb byla v římském Egyptě v 1. století známa. Hérón také vymyslel stroj, který využíval vzduch ohřátý v oltářním ohni k vytlačení určitého množství vody z uzavřené nádoby. Hmotnost vody táhla skryté lano k ovládání chrámových dveří. Někteří historikové oba vynálezy spojují a nesprávně tvrdí, že eolipila byla schopna užitečné práce.[zdroj?]
Podle Viléma z Malmesbury se v roce 1125 v Remeši nacházel kostel, který měl varhany poháněné vzduchem unikajícím ze stlačení "ohřátou vodou", snad navržené a zkonstruované Gerbertem z Aurillacu (pozdějším papežem Silvestrem II.).
Mezi spisy Leonarda da Vinciho z konce 15. století se nachází návrh děla poháněného parou, zvaného Architonnerre, které funguje na základě náhlého přítoku horké vody do uzavřeného, rozžhaveného děla.
Zárodečnou nárazovou parní turbínu popsal v roce 1551 Taqi al-Din, filozof, astronom a inženýr v osmanském Egyptě 16. století, který popsal způsob otáčení rožně pomocí proudu páry přiváděného na rotační lopatky po obvodu kola. Podobné zařízení pro otáčení rožně popsal později také John Wilkins v roce 1648. Tato zařízení se tehdy nazývala "mlýny", ale nyní jsou známa jako parní zvedáky. Další podobnou primitivní parní turbínu předvedl italský inženýr Giovanni Branca v roce 1629 pro otáčení válcového skluzového zařízení, které střídavě zvedalo a spouštělo dvojici tlouků pracujících v hmoždířích. Proud páry těchto prvních parních turbín však nebyl soustředěný a většina jeho energie se rozptýlila do všech směrů. To vedlo k velkému plýtvání energií, a proto se o jejich průmyslovém využití nikdy vážně neuvažovalo.
V roce 1605 napsal francouzský matematik Florence Rivault ve svém pojednání o dělostřelectvu o svém objevu, že voda, je-li uzavřena v pumovnici a zahřáta, způsobí výbuch nábojnice.
V roce 1606 Španěl Jerónimo de Ayanz y Beaumont získal patent na vodní čerpadlo poháněné párou. Čerpadlo bylo úspěšně použito k odvodnění zaplavených dolů na španělském Guadalcanalu.

## Vývoj komerčního parního stroje
Objevy, které Thomas Newcomen v roce 1712 spojil dohromady a které vedly ke vzniku parního stroje, byly následující:
- pojem tlaku
- koncept vakua (tj. snížení tlaku pod úroveň okolního prostředí) a techniky pro vytvoření vakua
- způsob výroby páry
- píst a válec

V roce 1643 prováděl Evangelista Torricelli pokusy s vodními vývěvami se sacím zdvihem, aby vyzkoušel jejich mezní hodnotu, která činila asi 32 stop (atmosférický tlak je 32,9 stopy neboli 10,03 metru; tlak par vody teoretickou výšku zdvihu snižuje). Vymyslel pokus s trubicí naplněnou rtutí a obrácenou v misce se rtutí (barometr) a pozoroval prázdný prostor nad sloupcem rtuti, který podle jeho teorie neobsahoval nic, tedy vakuum.
Pod vlivem Torricelliho vynalezl Otto von Guericke vakuovou pumpu úpravou vzduchové pumpy používané k natlakování vzduchové pistole. Guericke uspořádal v roce 1654 demonstraci v německém Magdeburgu, kde byl starostou. Dvě měděné polokoule byly připevněny k sobě a byl z nich čerpán vzduch. Závaží připevněná k polokoulím je nemohla od sebe odtrhnout, dokud nebyl otevřen vzduchový ventil. Pokus byl zopakován v roce 1656 za použití dvou spřežení po 8 koních, která nedokázala magdeburské polokoule oddělit.
Jako první popsal pokus s polokoulemi Gaspar Schott ve svém díle „Mechanica Hydraulico-Pneumatica“ (1657).
Po přečtení Schottovy knihy sestrojil Robert Boyle zdokonalenou vývěvu a prováděl související pokusy.
Denis Papin se začal zajímat o využití vakua k výrobě hnací síly, když v roce 1663 pracoval v Paříži s Christiaanem Huygensem a Gottfriedem Leibnizem. Papin pracoval pro Roberta Boyla v letech 1676 až 1679, zprávu o své práci publikoval v knize „Continuation of New Experiments“ (1680) a v roce 1689 přednesl příspěvek v britské Královské společnosti. Od roku 1690 začal Papin experimentovat s pístem pro výrobu energie pomocí páry a stavěl modely parních strojů. Experimentoval s atmosférickými a tlakovými parními stroji a své výsledky publikoval v roce 1707.
V roce 1663 vydal Edward Somerset, 2. markýz z Worcesteru, knihu „100 vynálezů“, v níž popsal způsob zvedání vody mezi patry využívající podobný princip jako kávový perkolátor. Jeho systém jako první odděloval kotel (vyhřívanou dělovou hlaveň) od čerpání. Voda se přiváděla do zesíleného sudu z cisterny a poté se otevřel ventil, kterým se přiváděla pára ze samostatného kotle. Tlak se zvyšoval nad horní část vody a hnal ji vzhůru potrubím. Své zařízení poháněné párou instaloval na stěnu Velké věže na hradě Raglan, aby přiváděl vodu přes věž. Drážky ve zdi, kde byl stroj instalován, byly k vidění ještě v 19. století. Nikdo však nebyl ochoten riskovat peníze za tak revoluční koncept a bez sponzorů zůstal stroj nevyvinutý.
Samuel Morland, matematik a vynálezce, který se zabýval čerpadly, zanechal ve Vauxhall Ordinance Office poznámky k návrhu parního čerpadla, které si Thomas Savery přečetl. V roce 1698 Savery sestrojil parní čerpadlo nazvané „The Miner's Friend“. Využívalo jak podtlak, tak tlak. Po řadu let se používalo pro provoz s malým výkonem.
Thomas Newcomen byl obchodník, který obchodoval s litinovým zbožím. Newcomenův motor vycházel z konstrukce pístu a válce navržené Papinem. V Newcomenově motoru byla pára kondenzována vodou rozstřikovanou uvnitř válce, což způsobilo, že pístem pohyboval atmosférický tlak. První Newcomenův motor byl instalován k čerpání v dole v roce 1712 na zámku Dudley ve Staffordshiru.

### Válce
Denis Papin (22. srpna 1647 – asi 1712) byl francouzský fyzik, matematik a vynálezce, známý především svým průkopnickým vynálezem parního vařiče, předchůdce tlakového hrnce. V polovině 70. let 16. století Papin spolupracoval s nizozemským fyzikem Christiaanem Huygensem na motoru, který vyháněl vzduch z válce tím, že v něm vybuchoval střelný prach. Když si Papin uvědomil neúplnost vakua vytvořeného tímto způsobem a v roce 1680 se přestěhoval do Anglie, vymyslel verzi téhož válce, která dosáhla úplnějšího vakua vařením vody a následnou kondenzací páry; tímto způsobem mohl zvedat závaží připojením konce pístu k lanu procházejícímu přes kladku. Jako demonstrační model systém fungoval, ale aby bylo možné proces zopakovat, musel být celý přístroj rozebrán a znovu sestaven. Papin rychle pochopil, že pro automatický cyklus by se musela pára vyrábět samostatně v kotli; projekt však dále nerozvíjel. Papin také navrhl pádlový člun poháněný proudem hnaným na mlýnské kolo v kombinaci s Taqi al Dinovou a Saveryho koncepcí, a připisuje se mu také řada významných zařízení, jako je například pojistný ventil. Papinův dlouholetý výzkum problematiky využití páry měl sehrát klíčovou roli při vývoji prvních úspěšných průmyslových motorů, který následoval brzy po jeho smrti.

### Saveryho parní čerpadlo
Prvním průmyslově využitým parním strojem byl „ohňový stroj“ nebo „přítel horníků“, který v roce 1698 navrhl Thomas Savery. Jednalo se o bezpístové parní čerpadlo, podobné tomu, které vyvinul Worcester. Savery přinesl dva klíčové příspěvky, které výrazně zlepšily praktičnost této konstrukce. Zaprvé, aby umožnil umístit přívod vody pod motor, použil kondenzovanou páru k vytvoření částečného podtlaku v čerpací nádrži (sudu ve Worcesterově příkladu) a pomocí ní vytáhl vodu nahoru. Zadruhé, aby rychle ochladil páru, která vytváří podtlak, pouštěl přes nádrž studenou vodu.
Provoz vyžadoval několik ventilů; když byl zásobník na začátku cyklu prázdný, otevřel se ventil pro vpuštění páry. Ventil se zavřel, aby se nádrž utěsnila, a zapnul se ventil chladicí vody, aby se pára zkondenzovala a vytvořil se částečný podtlak. Otevřel se přívodní ventil, který vtahoval vodu nahoru do nádrže, a vzniklý podtlak mohl vytáhnout vodu až do výšky 20 stop. Vodní ventil se uzavřel a znovu se otevřel parní ventil, čímž se vytvořil tlak nad vodou a voda se pak znovu čerpala nahoru, jako u Worcesterovy konstrukce. Tento cyklus v podstatě zdvojnásobil vzdálenost, do které bylo možné vodu čerpat při daném tlaku páry, a výrobní experimenty zvedly vodu o 40 stop.
Saveryho motor vyřešil problém, který se stal vážným teprve nedávno: zvedání vody z dolů v jižní Anglii, které dosahovaly větších hloubek. Saveryho motor byl o něco méně účinný než Newcomenův, ale to bylo kompenzováno tím, že samostatné čerpadlo používané Newcomenovým motorem bylo neúčinné, takže oba motory měly zhruba stejnou účinnost 6 milionů stopliber na bušl uhlí (méně než 1 %). Saveryho motor nebyl ani příliš bezpečný, protože část jeho cyklu vyžadovala páru pod tlakem dodávanou kotlem a vzhledem k tehdejší technologii nebylo možné vyrobit dostatečně silnou tlakovou nádobu, takže byla náchylná k výbuchu. Výbuch jednoho z jeho čerpadel v Broad Waters (poblíž Wednesbury) kolem roku 1705 pravděpodobně znamenal konec pokusů o využití jeho vynálezu.
Saveryho motor byl levnější než Newcomenův a vyráběl se v menších velikostech. Někteří stavitelé vyráběli vylepšené verze Saveryho motoru až do konce 18. století. Bento de Moura Portugal (1702–1766) představil důmyslné vylepšení Saveryho konstrukce, „aby byl schopen pracovat sám“, jak popsal John Smeaton v časopise „Philosophical Transactions“ vydaném v roce 1751.

## Atmosférické kondenzační motory

### Newcomenův „atmosférický“ motor
Dá se říci, že to byl Thomas Newcomen se svým „atmosférickým motorem“ z roku 1712, kdo spojil většinu základních prvků stanovených Papinem, aby vyvinul první praktický parní stroj, po kterém mohla být komerční poptávka. Ten měl podobu pístového paprskového motoru instalovaného na úrovni povrchu a pohánějícího řadu čerpadel na jednom konci paprsku. Motor, připojený řetězy z druhého konce nosníku, pracoval na atmosférickém nebo vakuovém principu.
Newcomenova konstrukce využívala některé prvky dřívějších koncepcí. Stejně jako Saveryho konstrukce využíval Newcomenův motor k vytvoření podtlaku páru chlazenou vodou. Na rozdíl od Saveryho vývěvy však Newcomen využíval podtlak k tahu pístu namísto přímého tahu vody. Horní konec válce byl otevřený atmosférickému tlaku, a když se vytvořil podtlak, atmosférický tlak nad pístem jej tlačil dolů do válce. Píst byl mazán a utěsňován proudem vody ze stejné cisterny, která dodávala chladicí vodu. Dále pro zlepšení chladicího účinku stříkal vodu přímo do válce.
Píst byl řetězem připevněn k velkému otočnému nosníku. Když píst táhl nosník, druhá strana nosníku byla vytažena nahoru. Tento konec byl připojen k tyči, která táhla za řadu běžných rukojetí čerpadla v dole. Na konci tohoto zdvihu se opět otevřel parní ventil a váha tyčí čerpadla stáhla nosník dolů, čímž se píst zvedl a pára se opět nasála do válce.
Použití pístu a nosníku umožnilo Newcomenovu motoru pohánět čerpadla na různých úrovních v celém dole a také odstranit potřebu vysokotlaké páry. Celý systém byl izolován v jediné budově na povrchu. Ačkoli byly tyto motory neefektivní a extrémně náročné na uhlí (ve srovnání s pozdějšími motory), zvedaly mnohem větší množství vody a z větších hloubek, než bylo dříve možné. Do roku 1735 bylo v Anglii instalováno více než 100 Newcomenových motorů a odhaduje se, že do roku 1800 jich bylo v provozu až 2 000 (včetně Wattových verzí).
John Smeaton provedl řadu vylepšení Newcomenova motoru, zejména těsnění, a jejich zdokonalením se mu podařilo téměř ztrojnásobit jeho účinnost. Také dal přednost použití kol místo paprsků pro přenos výkonu z válce, díky čemuž byly jeho motory kompaktnější. Smeaton jako první vypracoval důkladnou teorii konstrukce a provozu parního stroje. Vycházel zpětně z předpokládané úlohy a vypočítal množství výkonu, které bude pro danou úlohu potřeba, velikost a otáčky válce, který jej bude poskytovat, velikost kotle potřebného k jeho napájení a množství paliva, které bude spotřebovávat. Tyto údaje vypracoval empiricky po prostudování desítek Newcomenových motorů v Cornwallu a Newcastlu a po sestrojení vlastního experimentálního motoru ve svém domě v Austhorpe v roce 1770. V době, kdy byl jen o několik let později představen Wattův motor, postavil Smeaton desítky stále větších motorů o výkonu až 100 koní.

### Wattův samostatný kondenzátor
Když James Watt v roce 1759 pracoval na univerzitě v Glasgow jako opravář a výrobce přístrojů, seznámil ho profesor John Robison se silou páry. Fascinovaný Watt se pustil do čtení všeho možného na toto téma a nezávisle na něm vypracoval koncept latentního tepla, který teprve nedávno publikoval Joseph Black na téže univerzitě. Když se Watt dozvěděl, že univerzita vlastní malý funkční model Newcomenova motoru, prosadil jeho vrácení z Londýna, kde byl neúspěšně opravován. Watt stroj opravil, ale zjistil, že je sotva funkční i po úplné opravě.
Po práci s konstrukcí dospěl Watt k závěru, že 80 % páry spotřebované motorem je zbytečných. Místo aby poskytovala hnací sílu, používala se k ohřevu válce. V Newcomenově konstrukci se každý zdvih motoru spouštěl proudem studené vody, který nejen kondenzoval páru, ale také ochlazoval stěny válce. Toto teplo se muselo vyměnit, než válec opět přijal páru. V Newcomenově motoru dodávala teplo pouze pára, takže po opětovném otevření parního ventilu převážná většina páry zkondenzovala na studených stěnách, jakmile byla vpuštěna do válce. Než se válec znovu zahřál a pára jej začala plnit, trvalo to značnou dobu a trvalo to značnou dobu, než se pára opět zahřála.
Watt vyřešil problém s rozstřikováním vody odvedením studené vody do jiného válce, umístěného vedle výkonového válce. Po dokončení indukčního zdvihu se mezi nimi otevřel ventil a veškerá pára, která se dostala do válce, zkondenzovala uvnitř tohoto studeného válce. Tím se vytvořil podtlak, který vtahoval další páru do válce, a tak dále, dokud pára z větší části nezkondenzovala. Poté se ventil uzavřel a provoz hlavního válce pokračoval jako u běžného Newcomenova motoru. Protože hlavní válec zůstával po celou dobu v provozní teplotě, byl systém připraven k dalšímu zdvihu, jakmile se píst vrátil zpět nahoru. Teplotu udržoval plášť kolem válce, do kterého byla přiváděna pára. Watt vyrobil funkční model v roce 1765.
Watt byl přesvědčen, že se jedná o velký pokrok, a proto uzavřel partnerství, aby zajistil rizikový kapitál, zatímco pracoval na konstrukci. Watt se nespokojil s tímto jediným vylepšením a neúnavně pracoval na řadě dalších vylepšení prakticky všech částí motoru. Watt dále vylepšil systém přidáním malé vývěvy, která odváděla páru z válce do kondenzátoru, čímž se dále zlepšila doba cyklu. Radikálnější změnou oproti Newcomenově konstrukci bylo uzavření horní části válce a zavedení nízkotlaké páry nad pístem. Výkon nyní nebyl dán rozdílem atmosférického tlaku a vakua, ale tlakem páry a vakua, tedy poněkud vyšší hodnotou. Při zpátečním zdvihu nahoru se pára nahoře přenášela potrubím na spodní stranu pístu, kde byla připravena ke kondenzaci pro zdvih dolů. Utěsnění pístu Newcomenova motoru bylo dosaženo udržováním malého množství vody na jeho horní straně. U Wattova motoru to již nebylo možné kvůli přítomnosti páry. Watt vynaložil značné úsilí na nalezení funkčního těsnění, které nakonec získal použitím směsi loje a oleje. Pístní tyč rovněž procházela vývodkou na horním víku válce, která byla utěsněna podobným způsobem.
Problém s těsněním pístu byl způsoben tím, že nebylo možné vyrobit dostatečně kulatý válec. Watt se pokusil nechat vyvrtat válce z litiny, ale ty byly příliš nekulaté. Watt byl nucen použít válec z kovaného železa. Následující citace je z knihy Roe (1916):
Když Smeaton poprvé spatřil motor, oznámil Společnosti inženýrů, že „neexistují ani nástroje, ani dělníci, kteří by mohli tak složitý stroj vyrobit s dostatečnou přesností“.
Watt nakonec považoval konstrukci za dostatečně dobrou, aby ji mohl v roce 1774 uvést na trh, a Wattův motor byl uveden na trh. Protože části konstrukce bylo možné snadno namontovat na stávající Newcomenovy motory, nebylo nutné v dolech stavět zcela nový motor. Místo toho Watt a jeho obchodní partner Matthew Boulton poskytovali licence na vylepšení provozovatelům strojů a účtovali jim část peněz, které by ušetřili díky nižším nákladům na palivo. Konstrukce byla velmi úspěšná a byla založena společnost Boulton and Watt, která poskytovala licence na konstrukci a pomáhala novým výrobcům při výrobě motorů. Oba později otevřeli slévárnu Soho, kde vyráběli vlastní motory.
V roce 1774 John Wilkinson vynalezl vyvrtávačku, jejíž hřídel držící vyvrtávací nástroj byl na obou koncích podepřen a procházel válcem, na rozdíl od tehdy používaných konzolových vyvrtávaček. S tímto strojem se mu v roce 1776 podařilo úspěšně vyvrtat válec pro první komerční motor Boultona a Watta.
Watt nikdy nepřestal své konstrukce zdokonalovat. Dále zlepšil rychlost pracovního cyklu, zavedl regulátory, automatické ventily, dvojčinné písty, různé rotační odběry výkonu a mnoho dalších vylepšení. Wattova technologie umožnila široké komerční využití stacionárních parních strojů.
Humphrey Gainsborough vyrobil v 60. letech 17. století model kondenzačního parního stroje, který předvedl Richardu Lovellu Edgeworthovi, členu Lunární společnosti. Gainsborough se domníval, že Watt při vynálezu použil jeho myšlenky; James Watt však v tomto období nebyl členem Lunární společnosti a jeho četné zprávy vysvětlující sled myšlenkových procesů vedoucích ke konečnému návrhu by tuto verzi spíše vyvracely.
Výkon byl stále omezen nízkým tlakem, objemem válce, rychlostí spalování a odpařování a kapacitou kondenzátoru. Maximální teoretická účinnost byla omezena relativně nízkým rozdílem teplot na obou stranách pístu; to znamenalo, že aby Wattův motor poskytoval využitelný výkon, musely být první sériové motory velmi velké, a tudíž nákladné na stavbu a instalaci.

### Wattovy dvojčinné a rotační motory
Watt vyvinul dvojčinný motor, v němž píst poháněla pára v obou směrech, čímž se zvýšila rychlost a účinnost motoru. Dvojčinný princip také výrazně zvýšil výkon motoru dané fyzické velikosti.
Boulton & Watt vyvinuli pístový motor na rotační typ. Na rozdíl od Newcomenova motoru mohl Wattův motor pracovat dostatečně plynule, aby mohl být připojen k hnacímu hřídeli – prostřednictvím slunečních a planetových převodů – a poskytovat tak rotační výkon spolu s dvojčinnými kondenzačními válci. Nejstarší exemplář byl postaven jako demonstrátor a byl instalován v Boultonově továrně k pohonu strojů na lapování (leštění) knoflíků apod. Z tohoto důvodu byl vždy znám jako Lap Engine. U raných parních strojů je píst obvykle spojen tyčí s vyváženým nosníkem, nikoli přímo se setrvačníkem, a tyto motory se proto označují jako nosníkové.
Rané parní stroje neposkytovaly dostatečně konstantní otáčky pro kritické operace, jako je například předení bavlny. K regulaci otáček se motor používal k čerpání vody pro vodní kolo, které pohánělo stroje.

## Vysokotlaké motory
V 18. století se začalo volat po vyšších tlacích, čemuž se Watt důrazně bránil a využil monopol, který mu poskytoval jeho patent, aby zabránil ostatním ve stavbě vysokotlakých motorů a jejich použití ve vozidlech. Nedůvěřoval tehdejší technologii kotlů, způsobu jejich konstrukce a pevnosti použitých materiálů.
Důležitými výhodami vysokotlakých motorů byly:
1. Mohly být vyrobeny mnohem menší než dříve při daném výkonu. Vznikl tak potenciál pro vývoj parních strojů, které byly dostatečně malé a výkonné, aby poháněly samy sebe i jiné předměty. V důsledku toho se parní pohon pro dopravu stal praktickou záležitostí v podobě lodí a pozemních vozidel, což způsobilo revoluci v nákladním podnikání, cestování, vojenské strategii a v podstatě ve všech aspektech společnosti.
2. Díky své menší velikosti byly mnohem levnější.
3. Nevyžadovaly značné množství chladicí vody v kondenzátoru, jakou potřebují atmosférické motory.
4. Mohly být konstruovány pro vyšší rychlosti, takže byly vhodnější pro pohon strojů.

Nevýhody byly následující:
1. V oblasti nízkých tlaků byly méně účinné než kondenzační motory, zejména pokud se pára nepoužívala expanzivně.
2. Byly náchylnější k výbuchům kotlů.

Hlavní rozdíl mezi fungováním vysokotlakých a nízkotlakých parních strojů spočívá ve zdroji síly, která pohybuje pístem. V Newcomenových a Wattových motorech je to kondenzace páry, která vytváří většinu tlakového rozdílu a způsobuje, že pístem pohybuje atmosférický tlak (Newcomen) a nízkotlaká pára, zřídkakdy vyšší než 7 psi tlaku v kotli, plus podtlak v kondenzátoru (Watt). U vysokotlakého motoru zajišťuje většinu tlakového rozdílu vysokotlaká pára z kotle; na nízkotlaké straně pístu může být atmosférický tlak nebo může být připojen k tlaku kondenzátoru. Newcomenův indikační diagram, téměř celý pod atmosférickou čárou, se dočkal oživení o téměř 200 let později, kdy se nízkotlaký válec trojnásobně expanzních motorů podílel na výkonu motoru asi 20 %, opět téměř celý pod atmosférickou čárou.
Prvním známým zastáncem „silné páry“ byl Jacob Leupold ve svém schématu motoru, který se objevil v encyklopedických dílech kolem roku 1725. V průběhu století se také objevovaly různé projekty lodí a vozidel poháněných párou, z nichž jedním z nejslibnějších byl projekt Nicolase-Josepha Cugnota, který v roce 1769 předvedl svůj „fardier“ (parní vůz). Přestože pracovní tlak použitý u tohoto vozidla není znám, malá velikost kotle neumožňovala dostatečnou produkci páry, aby fardier ujel více než několik set metrů najednou, než musel zastavit, aby se pára zvýšila. Byly navrženy další projekty a modely, ale stejně jako v případě modelu Williama Murdocha z roku 1784 jich mnoho zablokovali Boulton a Watt.
V USA to neplatilo a v roce 1788 jezdil parník postavený Johnem Fitchem v pravidelném komerčním provozu po řece Delaware mezi Filadelfií v Pensylvánii a Burlingtonem v New Jersey a přepravoval až 30 cestujících. Tato loď dosahovala běžně rychlosti 7 až 8 mil za hodinu a během své krátké služby urazila více než 2 000 mil (3 200 km). Parník Fitch nebyl komerčně úspěšný, protože tato trasa byla dostatečně pokryta relativně dobrými vozovými cestami. V roce 1802 postavil William Symington praktický parník a v roce 1807 Robert Fulton použil Wattův parní stroj k pohonu prvního komerčně úspěšného parníku.
Oliver Evans byl zase zastáncem „silné páry“, kterou používal pro lodní motory a pro stacionární účely. Byl průkopníkem válcových kotlů; Evansovy kotle však několikrát vážně vybuchly, což spíše podpořilo Wattovy výhrady. V roce 1811 založil v Pittsburghu v Pensylvánii společnost Pittsburgh Steam Engine Company. Společnost zavedla vysokotlaké parní stroje pro říční lodní dopravu v povodí Mississippi.
První vysokotlaký parní stroj vynalezl v roce 1800 Richard Trevithick.
Význam zvyšování tlaku páry (z termodynamického hlediska) spočívá v tom, že pára dosahuje vyšší teploty. Proto každý motor využívající vysokotlakou páru pracuje při vyšším rozdílu teplot a tlaků, než je možné u nízkotlakého podtlakového motoru. Vysokotlaký motor se tak stal základem pro většinu dalšího vývoje technologie pístové páry. Přesto se kolem roku 1800 pod pojmem „vysoký tlak“ rozumělo to, co bychom dnes považovali za velmi nízký tlak, tj. 40–50 psi (276–345 kPa), přičemž šlo o to, že dotyčný vysokotlaký motor byl nekondenzační, poháněný pouze expanzivní silou páry, a jakmile tato pára vykonala práci, byla obvykle vyčerpána při vyšším než atmosférickém tlaku. Výtrysk výfukové páry do komína se mohl využít k vytvoření indukovaného tahu přes rošt ohniště, a tím ke zvýšení rychlosti hoření, tedy k vytvoření většího množství tepla v menším ohništi, na úkor vytvoření protitlaku na výfukové straně pístu.
Dne 21. února 1804 byl v železárnách Penydarren v Merthyr Tydfil v jižním Walesu předveden první železniční parní stroj s vlastním pohonem neboli parní lokomotiva, kterou sestrojil Richard Trevithick.

### Cornwallský motor a směs
Kolem roku 1811 musel Richard Trevithick modernizovat Wattův čerpací stroj, aby jej mohl přizpůsobit jednomu ze svých nových velkých válcových cornwallských kotlů. Když Trevithick v roce 1816 odjel do Jižní Ameriky, pokračoval v jeho vylepšeních William Sims. Souběžně s tím vyvinul Arthur Woolf složený motor se dvěma válci, takže pára expandovala ve vysokotlakém válci a teprve poté se uvolňovala do nízkotlakého. Účinnost dále zvýšil Samuel Groase, který izoloval kotel, motor a potrubí.
Tlak páry nad pístem se zvýšil a nakonec dosáhl 40 psi (0,28 MPa) nebo dokonce 50 psi (0,34 MPa) a nyní poskytoval velkou část výkonu pro zdvih dolů; zároveň se zlepšila kondenzace. Tím se výrazně zvýšila účinnost a další čerpací motory na cornwallském systému (často známé jako cornwallské motory) se stavěly nové po celé 19. století. Starší Wattovy motory byly modernizovány, aby odpovídaly požadavkům.
V oblastech textilní výroby, kde bylo uhlí levné, se tato Cornishova vylepšení prosazovala pomalu, a to kvůli vyšším investičním nákladům na motory a jejich většímu opotřebení. Změny začaly až ve 30. letech 19. století, většinou složením přidáním dalšího (vysokotlakého) válce.
Dalším omezením prvních parních strojů byla proměnlivost otáček, což je činilo nevhodnými pro mnoho textilních aplikací, zejména pro předení. Aby se dosáhlo stálých otáček, používaly první parní textilky parní stroj k čerpání vody do vodního kola, které pohánělo stroje.
Mnoho těchto strojů bylo dodáváno po celém světě a spolehlivě a efektivně sloužily po mnoho let při výrazně snížené spotřebě uhlí. Některé z nich byly velmi velké a tento typ se vyráběl až do 90. let 19. století.

## Corlissův motor
Corlissův parní stroj (patentovaný v roce 1849) byl označován za největší vynález od dob Jamese Watta. Corlissův motor měl výrazně lepší regulaci otáček a vyšší účinnost, takže se hodil pro nejrůznější průmyslové aplikace včetně přádelnictví.
Corliss používal oddělené otvory pro přívod a odvod páry, což zabraňovalo ochlazování výfukového potrubí, kterým proudila horká pára. Corliss také používal částečně otočné ventily, které zajišťovaly rychlý chod, což pomáhalo snižovat tlakové ztráty. Samotné ventily byly také zdrojem sníženého tření, zejména ve srovnání se šoupátkem, které obvykle spotřebovávalo 10 % výkonu motoru.
Corliss používal automatické variabilní vypínání. Ventilový převod řídil otáčky motoru pomocí regulátoru, který měnil časování vypínání. To bylo kromě lepšího řízení otáček částečně zodpovědné za zlepšení účinnosti.

## Porter-Allenův vysokorychlostní parní stroj
Motor Porter-Allen, představený v roce 1862, používal zdokonalený mechanismus ventilového převodu, který pro Portera vyvinul Allen, mimořádně schopný mechanik, a zpočátku byl obecně známý jako Allenův motor. Vysokorychlostní motor byl přesný stroj, který byl dobře vyvážený, což bylo možné díky pokroku v oblasti obráběcích strojů a výrobních technologií.
Vysokorychlostní motor pracoval s rychlostí pístu třikrát až pětkrát vyšší než běžné motory. Měl také nízkou variabilitu otáček. Vysokorychlostní motor se hojně používal na pilách k pohonu kotoučových pil. Později se používal pro výrobu elektrické energie.
Motor měl několik výhod. V některých případech mohl být přímo spojen. Pokud byly použity převody nebo řemeny a bubny, mohly mít mnohem menší rozměry. Samotný motor byl také malý na množství výkonu, který vyvíjel.
Porter výrazně vylepšil fly-ball governor tím, že zmenšil otáčející se hmotnost a přidal závaží kolem hřídele. Tím se výrazně zlepšila regulace otáček. Porterův regulátor se stal do roku 1880 vedoucím typem.
Účinnost motoru Porter-Allen byla dobrá, ale nevyrovnala se motoru Corliss.

### Jednoproudový (nebo neproudový) motor
Jednoproudový motor byl nejúčinnějším typem vysokotlakého motoru. Byl vynalezen v roce 1911 a používal se na lodích, ale byl vytlačen parními turbínami a později lodními dieselovými motory.

## Využití parního stroje
- Stabilní parní stroj
- Parní lokomotiva
- Lokomobila
- Parník (paroloď)
- Parní válec
- Parní automobil
- Parostrojní elektrárna
- Parní stříkačka